# 国际民主日
国际民主日（英語：International Day of Democracy）是一个以促进和维护民主原则为宗旨的节日，2007年由联合国大会决议将每年9月15日定为国际民主日，大会邀请联合国成员国和组织以适当方式纪念这一节日，以促进公众的民主意识。
联合国大会决议认为“...虽然民主政体具有共同特征，但没有单一的民主模式，民主不属于任何一个国家或地区...民主是一种普遍的价值，建立在人们自由决定自己的政治、经济、社会和文化体系，以及人们全面参与生活的各个方面。”

## 背景
1997年9月，各国议会联盟通过《世界民主宣言》，宣言确认了民主原则，民主政府的要素和运作，以及民主的国际范围。
2007年，各国议会联盟建议将9月15日（通过世界民主宣言的日期）定为国际社会每年庆祝国际民主的节日，决议名为“联合国系统对促进或恢复民主的国家的支持”， 决议于2007年11月8日以协商一致的方式通过，第一个国际民主日于2008年开始。